# Private Show
A "Private Show" Britney Spears amerikai énekesnő egyik dala a Glory-ról.  A dalt Britney, Carla Marie Williams, Tramaine Winfrey és Simon Smith írta, a dal producere  Tramaine "Young Fyre" Winfrey és Mischke. Ugyanezzel a címmel jelent meg Britney parfümje is 2016 nyarán. 2016. augusztus 4-én jelent meg a szám promóciós kislemezként.
A dal az r&b stílus jegyeit képviseli. A számot felhasználták Britney parfümreklámjához. A videót Randee St Nichols rendezte, 2016. július 13-án jelent meg, ekkor még csak 1 perc volt hallható a dalból.
A dalt vegyes kritikák érték, Sal Cinquemani (Slant Magazine) szerint a szám egy baklövés. Általánosságban a kritikusok szerint Britney hangja egy mókuséra hasonlít a dalban.

## Slágerlistás helyezések
| Slágerlista (2016)               | Legmagasabb helyezés |
| -------------------------------- | -------------------- |
| Franciaország (Single Top 100)   | 141                  |
| Russia Airplay (Tophit)          | 243                  |
| US Pop Digital Songs (Billboard) | 31                   |